# Woob (logiciel)
Pour les articles homonymes, voir Woob (homonymie).
Woob, pour Web Outside Of Browsers (web en dehors des navigateurs), anciennement Weboob, est un ensemble d'applications libres de web scraping dont l'objectif est d'interagir avec des sites web via des interfaces unifiées. Fondé en 2010 par Romain Bignon, il propose des connecteurs vers des sites spécialisés. Le projet souffre de plusieurs controverses sur son nom et les comportements sexistes et racistes de certains de ses membres, ce qui aboutit au retrait de la distribution Debian, pour violation du code de conduite.

## Historique
Woob est développé entre autres par Romain Bignon et Laurent Bachelier, alias Pankkake,,,, sur divers projets de logiciel libre en 2010. La consultation via un navigateur pouvant être contraignante en raison des multiples publicités, de la collecte des données privés et de la lenteur de chargement des pages due à des technologies comme JavaScript ou CSS, l'idée est d'offrir une consultation de site web hors de l'utilisation des navigateurs, d'où l'appellation Web outside of browsers (le web en dehors des navigateurs).
Une association est créée et des entreprises comme Budget Insight, Geneanet et Cozy Cloud en utilisent les services. Woob offre également un support professionnel.

## Descriptif
Woob est un ensemble d'applications et d'outils proposant des lignes de commandes en Python qui permet de consulter des sites webs avec des outils scriptables. Il permet de faire des virements bancaires, de chercher des emplois, des annonces immobilières ou de faire des rencontres en ligne, de récupérer des vidéos, d'obtenir des recettes de cuisine voire de gérer des tickets de maintenance à distance. Les outils modulaires permettent de gérer les interactions avec les données de leurs différents comptes,,, en faisant appel au web scrapping. 
Woob offre différentes applications (QBooblyrics, QBoobMsg, QCineoob, QCookboob, QFlatBoob, QHandjoob, QHaveDate, QVideoob, QWebContentEdit, weboob-config-Qt) qui ont la capacité (capability) d'effectuer des actions spécifiques sur des informations qui sont obtenues par des modules de web scraping depuis internet.

## Controverses

### Autour du nom
Jusqu'en février 2021, le projet avait pour nom Weboob. Le projet s'est fait régulièrement épingler pour le choix de ce nom jugé sexiste, « boob » signifiant « sein » en argot anglais,,. Chaque sortie de version entraînait des polémiques. Woob utilise également des logos parodiques en détournant des logos officiels avec un humour connoté.

### Autour du contenu des commentaires dans le code
Entre 2010 et 2013 des références sexistes, racistes et homophobes ont été introduites dans le code source et des présentations, tels que « Excludes nigger », « sluts » ou encore « nazification ». Les participants aux soirées Woob pouvaient dans un esprit de provocation parler de « race inférieure » ou tenir des propos masculinistes, un participant à ces soirées précisant toutefois qu'il n'a « pas décelé de tendance sérieuse de la part de quiconque dans ces soirées ».

### Retrait des dépôts de Debian
À la suite de cela, Woob est retiré de la distribution Debian pour violation du code de conduite,, un contributeur démissionnant également en soulevant le caractère sexiste et homophobe du site. 